# Avance d'argent
 (juin 2016).
Si vous disposez d'ouvrages ou d'articles de référence ou si vous connaissez des sites web de qualité traitant du thème abordé ici, merci de compléter l'article en donnant les références utiles à sa vérifiabilité et en les liant à la section « Notes et références ».
L'avance d'argent est un montant payé par une partie à une autre avant tout commencement d'exécution d'une convention écrite ou verbale. 
L'avance est remboursable à la différence de l'acompte.
L'acompte tient lieu quant à lui de premier versement à valoir sur un achat. En principe l'acompte n'est pas remboursable sauf exception contractuelle ou accord.
Dans cadre d'un contrat d'assurance vie, une avance d'argent est une option considérée comme un prêt accordé par l'assureur.